# 生犬穴

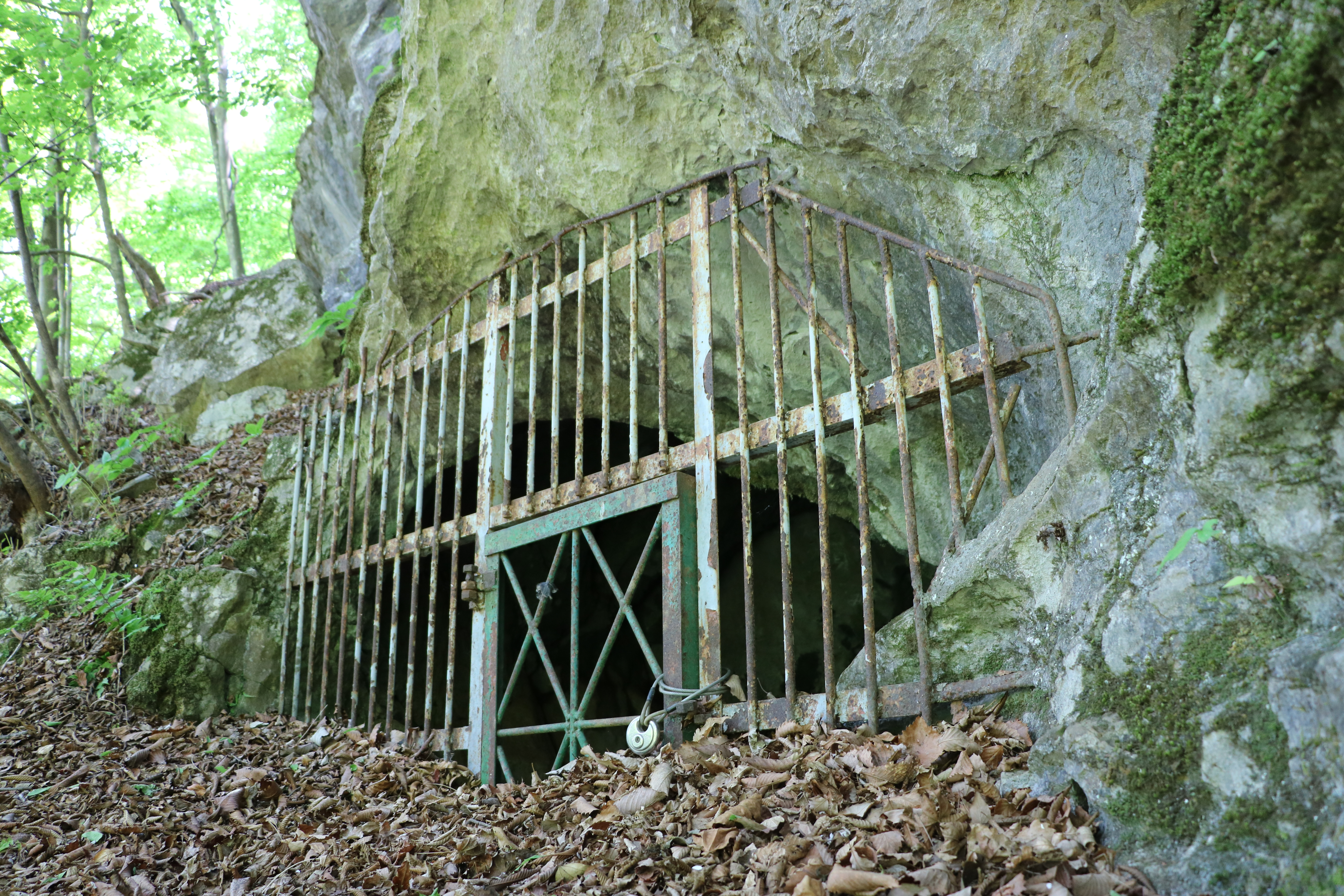
生犬穴の洞口。2022年5月19日撮影。

生犬穴（おいぬあな）は、群馬県多野郡上野村にある鍾乳洞である。同村内の不二洞とともに群馬県の二大鍾乳洞とされている。1929年（昭和4年）に地元の青年たちによって発見された。多野・秩父地方の鍾乳洞の中でも代表的なものとされており、国の天然記念物に指定されている。
地元には、鍾乳洞が発見される以前から、この穴がヤマイヌの住みかであったという言い伝えがあり、山犬信仰と結び付いて「おいぬあな」と呼ばれるようになったと考えられている。発見時には、この言い伝えを裏付けるように多数のオオカミなどの獣骨が見つかっている。
その後、入洞者による鍾乳石の持ち去りや持ち込んだ照明の煤で洞内が汚されるなどの被害が出たことから、現在は入口が施錠されている。

## 構造
秩父古生層中の石灰岩層が地下水の浸食をうけて形成された鍾乳洞である。西向きに開いた入口を入って約10メートル先で急傾斜となり、その先は地底に向かって大きく4層からなる竪穴鍾乳洞となっている。奥行は300メートルから450メートルで、奥では二股に分かれる。
洞内は大きく6つに区分けされてそれぞれに日本神話や伝説などから名前が付けられており、入口を入って手前から「高天原」・「生犬の場」・「常世の国」・「天の安河原」、その先で「珊瑚洞」・「根の国」に分かれている。

## 名前の由来
地元では鍾乳洞が発見される以前から4畳程度の岩室があることは知られており、この穴にはヤマイヌが住みついて繁殖の場にしていると伝えられていた。繁殖期になると、ヤマイヌが餌を探して人家の近くまで出没して家畜を襲うこともあったため、困った村人はヤマイヌが子犬を産む時期になると赤飯や餅を供えて家畜の無事を祈るようになった。その後「供え物をした年は家畜は無事で、しなかった年は必ず家畜が襲われる」と言われるようになり、毎年供え物をするようになったということである。地元では、これを「お炊きあげ」と呼んでいる。
このような言い伝えもあり、この穴がヤマイヌの住みかであると信じられてきたことから、「お犬様」信仰の対象として「おいぬあな」と呼ばれるようになったと考えられている。

## 発見の経緯
生犬穴の鍾乳洞は、当時17歳前後だった地元の青年4人によって1929年（昭和4年）8月2日に発見された。
彼らは、コウモリを探して山で遊んでいた小学生から「水滴の滴り落ちるような音を聞いた」という話を聞き、「不二洞のような洞穴があるのかも知れない」と考えて生犬穴へと向かった。生犬穴に入って中を調べたところ、奥に小動物が出入りできる程度の小さな穴を見つけた。この穴の大部分をふさいでいた木の葉などを掻き出し、柔らかい粘土のような土を掘ってみると、人が這いつくばって何とか入れる程度の穴になった。恐る恐る入ってみたところ、約3メートル先から大きな洞窟となっているのを発見したのである。
この時、彼らは後に「高天原」と名付けられるあたりまでは確認できたが、洞窟はさらに先に続いていると思われた。しかし、特に洞窟探検の準備をして来たわけではなかった彼らは、枯れた竹を集めて松明代わりにし背負子の縄をロープ代わりに使うような状態であったため、その日はそれ以上の探索をあきらめて帰ることにした。
翌日、彼らの話を聞いた村人約50人が集まって改めて洞内を探索し、現在知られているような生犬穴の鍾乳洞の全容が判明した。

## 発見時および現在の状況
発見当時の洞内は、石筍や石柱などが無数に立ち並び、神秘的な景観であったという。水成の堆積岩（水成岩）が露出しているところや少量の水が流れているところなどがあって、学術的価値が極めて高いものと評価されていた。1938年（昭和13年）12月14日には、国の天然記念物に指定されている。
また、伝説を裏付けるように、入口から約15メートルの付近でオオカミなどの獣骨が多数発見された。鍾乳石が付着した状態で見つかった骨もあり、この穴は少なくとも数千年以上に渡ってオオカミに利用されてきたと考えられている。洞内で見つかった獣骨は、車1台分ほどの量はあったと言われている。その中には、群馬県内で初めて発見されたヒグマの骨もあり、これは現在上野村教育委員会が保管している。
しかし、その後の入洞者によって鍾乳石や石筍、獣骨などが持ち去られたり、照明として使用したカンテラや松明の煤で汚れるなどして発見時の美観は大きく損なわれてしまった。また、前述のヒグマの骨を除き、絶滅したニホンオオカミの貴重な研究資料となったかもしれない獣骨も、そのほとんど全てが散逸してしまっている。
現在は、上野村が土地所有者から借り上げる形で地元の村民とともに保護・管理を行っている。洞内保護のために入口は施錠されており、内部を自由に拝観することはできない。

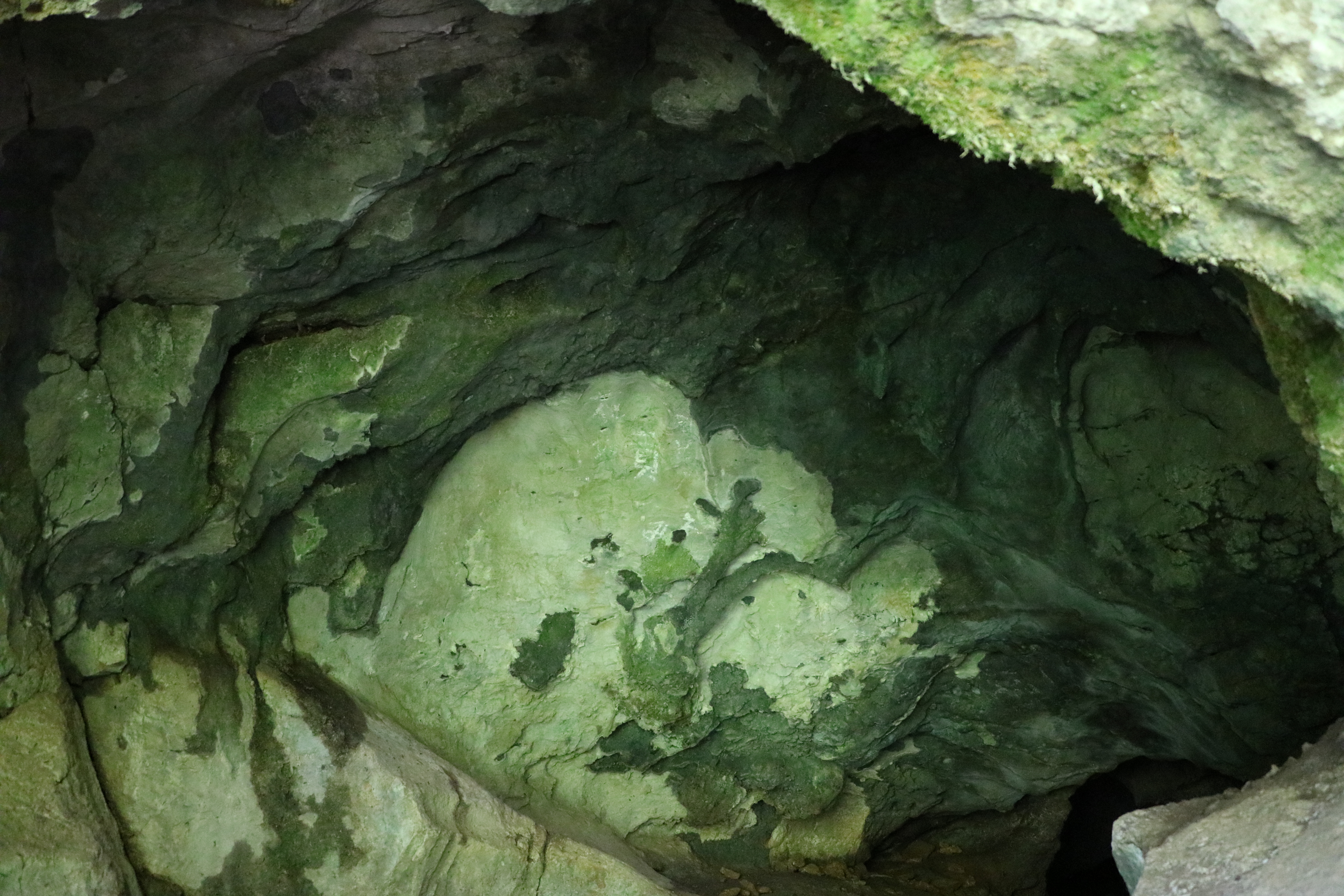
洞口の金網越しから洞内を撮影。2022年5月19日撮影。
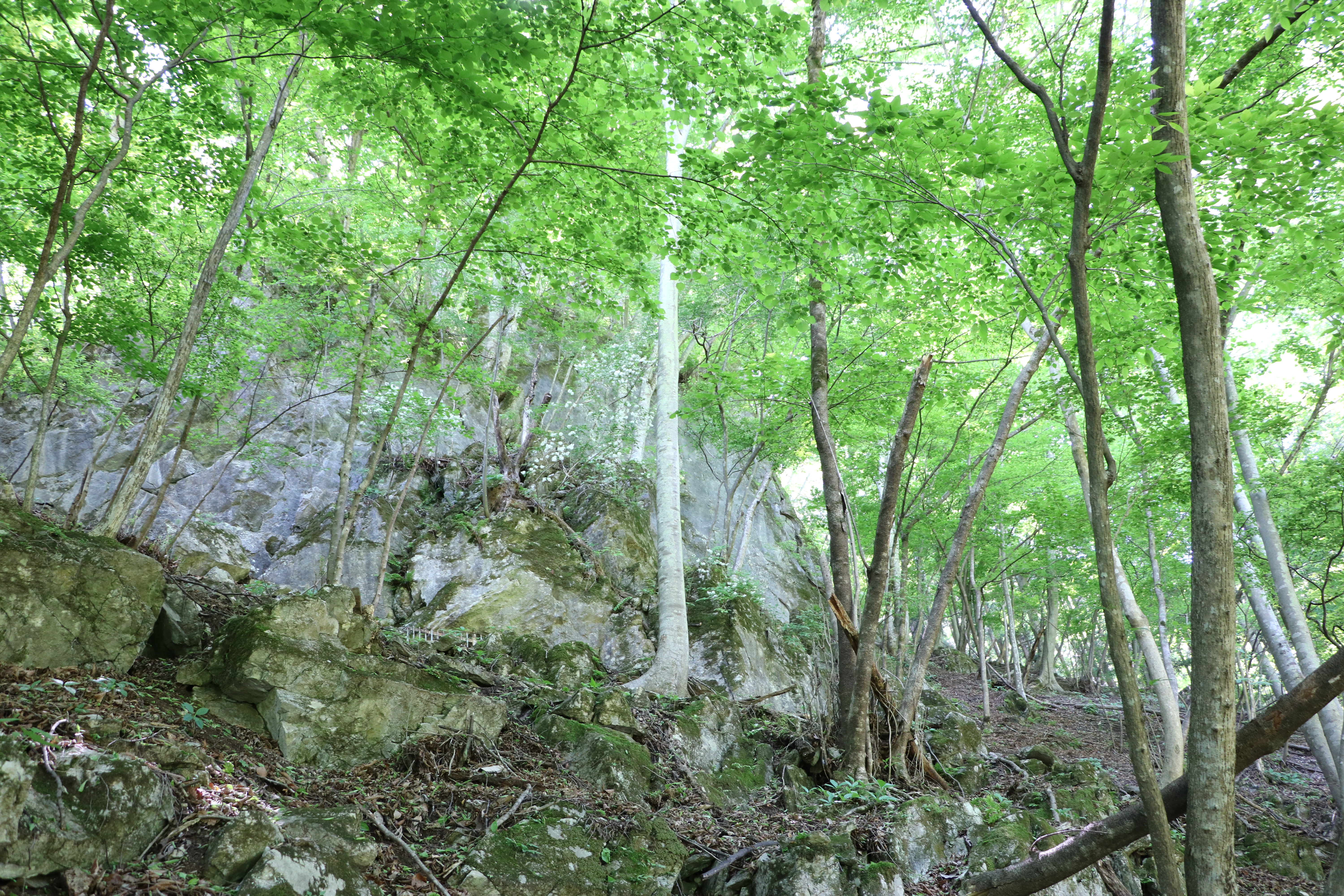
洞口は急斜面の露頭に開口している。2022年5月19日撮影。

## 所在地
- 群馬県多野郡上野村大字乙父字中越沢1908番地[1][4]

JR高崎線新町駅から日本中央バス奥多野線に乗車して小春バス停下車、徒歩50分。